# Rebecca Sophia Clarke

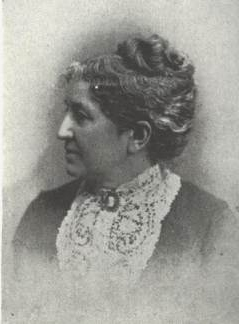
Rebecca Sophia Clarke

Rebecca Sophia Clarke (* 22. Februar 1833 in Norridgewock, Maine; † 16. August 1906 ebenda) war eine US-amerikanische Schriftstellerin.

## Leben
Rebecca Sophia Clarke war die Tochter von  Asa und Sophia Clarke. Sie wurde zu Hause unterrichtet, darunter auch in Altgriechisch und Latein. Ihren Schulabschluss machte sie an der Female Academy of Norridgewock. Anschließend zog sie nach Evansville, Indiana, wo sie zehn Jahre lang als Lehrerin unterrichtete. Als ihr Gehör immer schlechter wurde, kehrte sie 1861 in ihr Familienhaus nach Norridgewock zurück, wo sie mit ihrer Schwester Sarah Jones Clarke (1840–1929), die unter dem Namen Penn Shirley als Schriftstellerin arbeitete, zusammen wohnte.
Noch im selben Jahr veröffentlichte sie unter dem Pseudonym Sophie May ihre erste Geschichte im Memphis Appeal. Mit ihrem ersten Roman Little Prudy, welcher 1864 erschien, startete Clarke ihre Karriere als Kinderbuchautorin. Ihre drei Nichten dienten fortan als Inspiration für ihre drei fiktiven Mädchencharaktere Prudy, Susy und Dotty Dimple. Bis 1903 schrieb sie 45 Bücher.

## Werke
Little Prudy (1864–1868)
Little Prudy (1864), Sister Suzy (1864), Captain Horace (1864), Cousin Grace (1865), Fairy Book (1865), Dotty Dimple (1868)
Dotty Dimple (1868–1869)
Dotty Dimple at Her Grandmother’s (1868), Dotty Dimple Out West (1868), Dotty Dimple at Home (1868), Dotty Dimple at Play (1869), Dotty Dimple at School (1869), Dotty Dimple’s Flyaway (1869)
Little Prudy’s Flyaway (1870–1873)
Little Folks Astray (1870), Prudy Keeping House (1870), Aunt Madge’s Story (1871), Little Grandmother (1872), Little Grandfather (1873), Miss Thistledown (1873)
Flaxie Frizzle (1876–1884)
Flaxie Frizzle (1876), Doctor Papa (1877), Little Pitchers (1878), Twin Cousins (1880), Flaxie’s Kittyleen (1883), Flaxie Growing Up (1884)
Little Prudy’s Children (1894–1901)
Wee Lucy (1894), Jimmy Boy (1895), Kyzie Dunlee (1895), Wee Lucy’s Secret (1899), Jimmy, Lucy, and All (1900), Lucy in Fairyland (1901)
Quinnebasset Girls (1871–1903)
Doctor’s Daughter (1871), Our Helen (1874), Asbury Twins (1875), Quinebasset Girls (1877), Janet (1882), In Old Quinnebasset (1891), Joy Bells (1903)
Andere Werke
- 1887: Drones’ Honey
- 1897: Pauline Wyman
- 1897: The Champion’s Diamonds